# Wim Happé

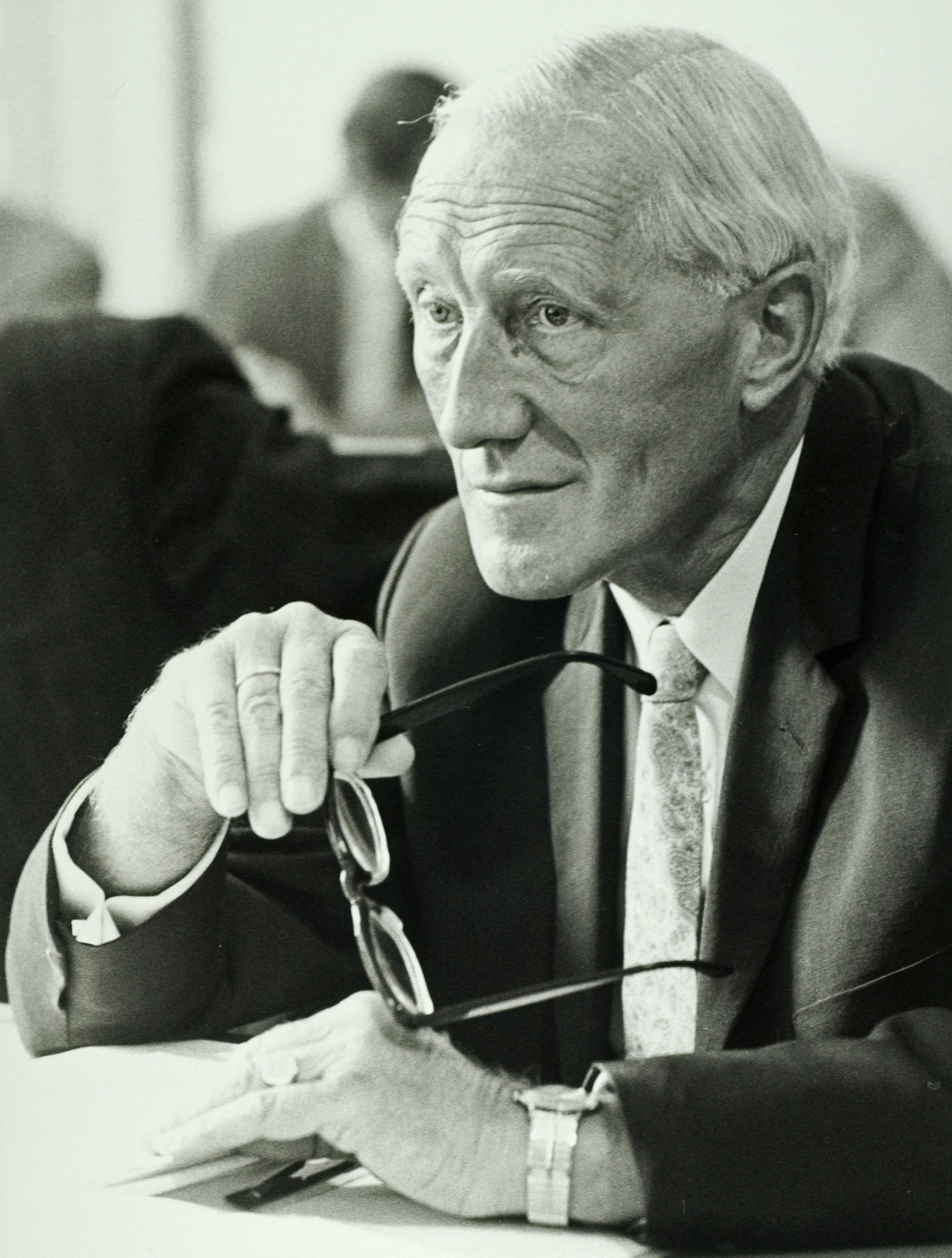
W.F. Happé (1968)

Willem Frederik (Wim) Happé (Amsterdam, 18 juli 1908 – 16 maart 1993) was een Nederlands politicus van de Vrijzinnig Democratische Bond (VDB) en later de PvdA.
Hij werd geboren als zoon van Wilhelm Friedrich Christian Happé (1875-1947; fabrikant) en Helena Maria Luijken (*1879). Hij was hoofd van de chocolade- en suikerwerkfabriek W.F.C. Happé toen hij in 1939 voor de VDB in Haarlem gekozen werd als gemeenteraadslid. Het jaar erop werd Nederland door Nazi-Duitsland bezet en bij een razzia werd zijn echtgenote, die Joods was, door de Duitsers opgepakt. Zij zou in 1944 in het concentratiekamp Auschwitz om het leven komen. Na de bevrijding kwam hij in de noodgemeenteraad van Haarlem en in 1946 werd hij daar, dit keer namens de PvdA waarin de VDB was opgegaan, opnieuw verkozen tot gemeenteraadslid. Hij zou tot 1971 Haarlems gemeenteraadslid blijven en in de periode van 1949 tot 1966 was hij bovendien wethouder. In augustus 1971 werd Happé benoemd tot burgemeester van Assendelft. In 1974 ging Assendelft met enkele andere gemeenten op in de gemeente Zaanstad. In augustus 1973 ging hij met pensioen maar hij bleef daarna de laatste maanden aan als waarnemend burgemeester. Later woonde hij in een verpleegtehuis in Zandvoort. In 1993 overleed Happé op 84-jarige leeftijd. In Assendelft is het Burgemeester Happépark (ook wel genoemd: Happé-Bos) naar hem vernoemd.